# Sven Andersson (football, 1963)
Pour les articles homonymes, voir Sven Andersson et Andersson.
Sven Andersson, né le 6 octobre 1963 à Strömstad (Suède), est un footballeur suédois, qui évoluait au poste de gardien de but à Örgryte IS, à l'IFK Strömstad, et Helsingborgs IF ainsi qu'en équipe de Suède.
Andersson a connu une sélection avec l'équipe de Suède en 1990. Il participe avec son équipe nationale à la coupe du monde 1990. 

## Carrière
- 1980-1991 : Örgryte IS
- 1992 : IFK Strömstad
- 1993-2001 : Helsingborgs IF

## Palmarès

### En équipe nationale
- 1 sélection et 0 but avec l'équipe de Suède en 1990.
- Participe à la coupe du monde 1990.

### Avec Örgryte IS
- Vainqueur du Championnat de Suède de football en 1985.

### Avec Helsingborgs IF
- Vainqueur du Championnat de Suède de football en 1999.
- Vainqueur de la Coupe de Suède de football en 1998.